# Trimeresurus macrops
Trimeresurus macrops — вид отруйних змій родини гадюкових (Viperidae). Поширений у Південно-Східній Азії.

## Поширення
Ця змія трапляється в західній, північній та північно-східній частинах Таїланду, хоча її присутність на заході Таїланді достоврно не підтверджена. Серія типових зразків зібрана поблизу Бангкока. Вид також виявлений в південній і центральній частинах Лаосу і на півночі Камбоджі. Ареал може поширюватися на В'єтнам, але наразі немає жодних підтверджених записів у цій країні після видалення цього виду з південнов'єтнамських записів, які тепер приписують Trimeresurus rubeus. Мешкає в горбистих районах, головним чином у напіввічнозелених лісах, іноді змішаних із бамбуковими лісами, а також на сільськогосподарських угіддях у дуже низькій щільності. Цей вид був зареєстрований на висоті до 600 м.

## Опис
Змія має яскраво-зелений колір тіла і коричневий кінчик хвоста. Розмір приблизно 60 см. Вид можна відрізнити від інших представників роду за відносно великим розміром очей, який особливо помітний у дорослих екземплярів.

## Спосіб життя
Мешкає на деревах, при цьому більшість тварин зустрічаються на відстані кількох метрів від землі, але зазвичай біля води. Полює на дрібних хребетних. Спаровується в кінці сезону дощів, між вереснем і жовтнем. Яйцеживородна.